# Кэнби, Эдвард
Эдвард Ричард Спригг Кэнби (англ. Edward Richard Sprigg Canby; 8 ноября 1817 — 11 апреля 1873) — офицер армии США. Единственный американский генерал, убитый во времена Индейских войн на Диком Западе. Генерал-майор.

## Биография
Эдвард Кэнби родился в штате Кентукки, его родителями были Исраэл и Элизабет Кэнби. Он поступил в Уобашский колледж, но позже перевёлся в Военную академию США, которую окончил 30-м по успеваемости в выпуске 1839 года. Кэнби был направлен во 2-й пехотный полк в звании второго лейтенанта.
1 августа 1839 года он женился на Луизе Хокинс в Кроуфордсвилле, штат Индиана. В начале своей карьеры Кэнби участвовал во Второй Семинольской войне во Флориде. Затем - в Американо-мексиканской войне на Юго-западе. Затем в марте 1850 года он против своей воли был назначен на гражданскую должность хранителя Калифорнийских архивов. В архивах хранились документы испанского и мексиканского правительств, а также счета и права собственности на землю миссий. Здесь ему помогло хорошее знание испанского.
В апреле 1851 года Кэнби покинул Калифорнию.
В 1857—1858 годах принял участие в конфликте между федеральным правительством США и мормонами на Территории Юта. Через два года после окончания конфликта был направлен в Нью-Мексико.
Когда началась Гражданская война, Кэнби являлся командующим фортом Дефайенс. 14 мая 1861 года он был произведён в ранг полковника, сражался на стороне северян. Позднее участвовал в подавлении гражданских беспорядков в Нью-Йорке. В мае 1864 года ему было присвоено звание генерал-майора.
После окончания Гражданской войны остался на службе в армии. В августе 1872 года был направлен на Северо-запад. Осенью того же года между американским правительством и индейским племенем модоки возник конфликт. Власти США приказали модокам вернуться в юго-западный Орегон в резервацию, где проживало враждебное им племя кламат. Модоки возвращаться отказались. Военным было приказано переместить их силой.
17 января 1873 года контингенты армии США подошли к лагерю модоков. Военным мешал сильный туман. Индейцы заняли хорошие огневые позиции и вели прицельный огонь по солдатам. В конце дня армия была вынуждена отступить, потеряв убитыми 35 человек, около 25 получили ранения. Среди модоков потерь не было. 28 января 1873 года министр внутренних дел США Коламбус Делано создал мирную комиссию для урегулирования конфликта с модоками. Комиссия состояла из Альфреда Мичема, бывшего индейского агента, Джесси Эпплгейта, политика из Орегона, и ещё нескольких человек. Генерал Кэнби был назначен в качестве консультанта. 19 февраля мирная комиссия провела своё первое заседание недалеко от ранчо Фэйрчайлда, к западу от укрепления модоков. В лагерь модоков был послан человек, чтобы договориться о встрече с Капитаном Джеком, лидером индейцев. Переговоры затянулись, вождь модоков стремился к мирному урегулированию конфликта, но не все индейцы были за мир с белыми, сторонники военного пути набирали всё большее влияние среди модоков. Чтобы укрепить свою власть, Капитан Джек согласился на их план: он устроил встречу с американскими офицерами, намереваясь их всех убить. Во время переговоров 11 апреля он и ещё несколько воинов достали револьверы и убили двух человек; Капитан Джек самолично застрелил  генерала Кэнби, вторым убитым был священник Томас, в него выстрелил Бостон Чарли.
Тело Кэнби было доставлено в Индиану, он был похоронен 23 мая 1873 года на кладбище Краун-Хилл в городе Индианаполис. На его похоронах присутствовали Уильям Текумсе Шерман, Филип Шеридан, Лью Уоллес и Ирвин Макдауэлл.
В честь генерала был назван город Канби, Орегон.